# Гест, Шарлотта
Леди Шарлотта Элизабет Гест (англ. Lady Charlotte Elizabeth Guest), в девичестве Берти (19 мая 1812 — 15 января 1895), в дальнейшем леди Шарлотта Шрайбер (англ. Lady Charlotte Schreiber) — английская переводчица и предпринимательница. Наиболее известна как автор первого перевода на английский язык «Мабиногиона», ключевого произведения средневековой валлийской литературы.

## Биография
Гест родилась в Уффингтоне, Линкольншир. Её родителями были Албемарль Берти, 9-й граф Линдси, и его вторая жена Шарлотта Сюзанна Элизабет Лэйард. В шесть лет Шарлотта потеряла отца, и её мать вышла замуж во второй раз за преподобного Питера Пегуса, которого Шарлотта не любила. Она была очень талантлива в учебе, и, несмотря на негативное отношение отчима к женскому образованию, самостоятельно изучала французский и итальянский языки и занималась с учителями братьев греческим, латынью, персидским и ивритом. Также она интересовалась историей и археологией.
В 21 год Шарлотта переехала в Лондон, где встретилась со своим будущим мужем, Джоном Джозайей Гестом, владельцем металлургической компании Dowlais Iron Company и членом Парламента от избирательного округа Мертир-Тидвил. У супругов была большая разница в возрасте: в то время, как Шарлотте в 1833 году, когда они поженились, был 21 год, её мужу было 49. Они переехали в Доулайс, область Мертир-Тидвил, Уэльс. Брак был очень счастливым, у Гестов было десять детей. Шарлотта принимала участие в работе компании мужа, переводя на французский техническую документацию, помогала его политической карьере, изучая валлийский язык и общаясь с местными избирателями, а также активно поддерживала его филантропическую деятельность — в частности, Гест была широко известна как патрон искусств Уэльса. В 1838 году Джону Гесту был пожалован титул баронета.
После ухудшения здоровья мужа Шарлотта стала больше заниматься бизнесом, а после его смерти в 1852 году полностью приняла управление компанией на себя. В 1855 году Шарлотта повторно вышла замуж за Чарльза Шрайбера и передала управление предприятием Дж. Т. Кларку. Шрайбер был филологом-классиком и членом Парламента от Челтнема (1865—1868) и Пула (с 1880). Супруги покинули Уэльс и много лет путешествовали по Европе, собирая коллекцию керамики, впоследствии переданную Музею Виктории и Альберта. Шарлотта также коллекционировала веера, настольные игры и игральные карты. Её коллекция вееров была первой известной в истории, она написала несколько книг, посвященных английским и европейским веерам.
Леди Шарлотта Шрайбер умерла 15 января 1895 года после недолгой болезни, пережив второго мужа на 11 лет. Её старший сын Айвор стал первым бароном Уимборном и женился на леди Корнелии Спенсер-Черчилль, старшей дочери 7-го герцога Мальборо и тете Уинстона Черчилля. Они стали родителями первого виконта Уимборна. Среди потомков Шарлотты Гест также американские Гесты, графы Бессборо, висконты Челмсфорда и другие.

## Переводы
В Уэльсе Гест изучала валлийский язык и общалась с литераторами и учеными, включая Томаса Прайса, Вильмарке, Гуаллтера Мехайна. Она перевела несколько средневековых песен и стихотворений и, наконец «Мабиногион», что было огромным успехом. Название «Мабиногион» для этих повестей ввела именно Гест; слово «Mabinogi» технически относится только к первым четырём повестям, известным как «Четыре ветви Мабиноги». Встреченное в одном из текстов слово «mabynnogyon» Гест применила к собранию в целом.
Истории из «Мабиногиона» были включены в «Myvyrian Archaiology of Wales» Уильяма Оуэна Пью, он выполнил их перевод, но так и не опубликовал его до своей смерти в 1835 году. Гест не опиралась на переводы Пью, хотя использовала словарь валлийского языка, законченный им в 1803 году. Таким образом, её «Мабиногион» стал первым опубликованным переводом этих повестей. Он вышел в нескольких томах между 1838 и 1849 годами, первые тома были посвящены материалам, связанным с Артурианой. Том I включал рыцарские романы «Овейн, или госпожа источника», «Передир, сын Эврауга» и «Герейнт и Энид», том II — повести «Килхух и Олвен» и «Сон Ронабуи». Теннисон использовал «Герейнт и Энид» в качестве основы для двух стихотворений о Герейнте в «Королевских идиллиях».